# Musicatreize
Musicatreize (от лат. musica — музыка и фр. treize — тринадцать) — французский камерный хор, базирующийся в Марселе. Название хора связано с тем, что в составе коллектива — 13 человек: 12 певцов (три сопрано, три меццо-сопрано, три тенора и три баса) и дирижёр, основатель (1987) и бессменный руководитель хора Ролан Айрабедян.
Наиболее тесное творческое содружество связывает хор с композитором Морисом Оана: Musicatreize записали семь дисков с его сочинениями. В остальном хор также предпочитает современный репертуар — хотя в его дискографии есть и оратория Ференца Листа «Via crucis» («Крестный путь»). Хор известен также различными экспериментальными формами взаимодействия с композиторами и слушателями. Так, в 2002—2005 гг. по предложению хора 10 французских композиторов написали по произведению на заданную тему — «Соблазны» (фр. Tentations), в концертном сезоне 2004/2005 слушатели хора приглашались к сочинению хайку в ходе особых мастер-классов, а к концу сезона лучшие тексты были положены на музыку композитором Ги Ребелем и исполнены хором, и т. п.
В 2007 г. двадцатилетие хора было отмечено присуждением ему премии «Виктуар де ля мюзик» как лучшему вокальному коллективу Франции.